# Сан-Висенте-дель-Распеч
Сан-Висенте-дель-Распеч (исп. San Vicente del Raspeig, кат. Sant Vicent del Raspeig) — город и муниципалитет в Испании, входит в провинцию Аликанте в составе автономного сообщества Валенсия. Муниципалитет находится в составе района (комарки) Алаканти. Занимает площадь 40,55 км². Население 63.307 человек (на 2015 год). Расстояние до административного центра провинции — 6 км.
Университет Аликанте, с момента его основания, был включен в муниципалитет Сан Висенте, что во многом способствовало развитию города и присвоило ему статус «университетского города».
Топоним муниципалитета и города происходит от имени святого Висенте Феррера, который посетил эти земли в 1411 году. Первоначально, здесь находилось лишь поселение отшельников, однако со временем, формируется населенный пункт — с XVII века уже появляются сведения о наличии здесь постоянно проживающего населения. Особенность географического расположения города — на пересечении путей — имело большое влияние на его историческое развитие в течение нескольких веков. Окончательную независимость от Аликанте город получил лишь в 1848 году. Позднее, в XX веке, происходит индустриализация муниципалитета и включение его единую с Аликанте метропольную зону, что способствовало расширению города и росту населения в нём.

## География

### Местоположение
Муниципалитет Сан Висенте имеет протяженность 39,34 км². Сан Висенте включен в комарку Алаканти и его городской центр находится почти в 6 км от Аликанте, столицы провинции, хотя оба города фактически сливаются друг с другом, не образуя видимой границы. Сан Висенте имеет прекрасное сообщение с береговой линией и выход к горам. Сан Висенте граничит с Тиби и Хихоной, на севере, с Аликанте, Мучамель и Вильяфранкеса, на востоке и на западе с Аликанте.

### Климат
Климат в Сан Висенте можно отнести к типичному прибрежному средиземноморскому климату, хотя уровень влажности здесь чуть ниже, чем в целом по региону. Средняя температура зимой составляет около 11 °C, летом — 25 °C. Среднее количество осадков не превышает 340 мм в год, наиболее дождливыми месяцами являются октябрь и апрель. Количество дождливых дней — 38 в год.
Количество дикой древесной растительности крайне мало, за исключением культивируемых деревьев и небольших групп сосен, произрастающих в частном секторе. Травянистая растительность, преобладающая в некультивируемых зонах — типичная для средиземноморского климата.

## История

### Происхождение
Документальными исследованиями не было подтверждено присутствие иберов, римлян или арабов на территории муниципалитета. Существуют письменные сведения об обнаружении римских монет, скульптур и надгробных памятников в работе историка Хосе Монтесинос (1795 г.), и в работе Фигераса Пачеко (1920—1927 гг.), однако они по сей день не получили документального или археологического подтверждения. В соседних районах — Фонткалент, Ла Алькорайя, Моралет, Ла-Каньяда-дель-Фенойяр — действительно были обнаружены следы пребывания древних народов и культур, но не на территории Распеч.
Особенность географического расположения города — на пересечении путей — имело большое влияние на его историческое развитие в течение нескольких веков. Через Сан Висенте к морю проходили древние пути от Виналопо (которые, вероятнее всего, использовались ещё в доисторическую эпоху), от Ойя-де-Касталья, от долины реки Моннегре. Первые поселения на этих землях, появившиеся в XV веке, скорее всего, возникают именно в связи с пересечением здесь этих путей, так как других причин, прежде всего, экономических, которые могли бы стать фактором привлечения сюда населения, не наблюдается. Начиная с XVII века, согласно документальным сведениям, на территории современного муниципалитета образуется два населенных пункта — Пла-де-ла-Оливера и Распеч.
Эль Распеч — древнее поселение, от названия которого происходит топоним Сан-Висенте-дель-Распеч. Первые документальные сведения о существовании этого поселения встречаются на карте инженера Хуана Баутиста Антонелли, созданной в конце XVI века в связи со строительством водохранилища Тиби. Также, в Архиве Королевства Валенсии можно найти данные переписи населения 1604 года, относящиеся к учёту налога морабати на территории Эль Распеч со скромным списком его жителей-налогоплательщиков.

### Эль Распеч
До недавнего времени считалось, что история этого места начинается с того момента, когда аликантинец Педро Мальтес основал здесь в 1560 году скит имени святого Висенте Феррера, который, как считалось, ранее проповедовал в этих землях. Однако сейчас достоверно известно, что, согласно историку Хосе Монтесиносу, на землях Эль Распеч ранее уже существовал скит имени Сан Понсе, в котором в 1411 году и проповедовал Сан Висенте Феррер.
Так, топоним «Сан Висенте» возникает после пребывания святого Висенте Феррера в Эль Распеч. Поселению, которое появляется вокруг скита, присваивается имя «Сан-Висенте-дель-Распеч» (кат. Sant Vicent Ferrer del Raspeig/Sant Vicent del Raspeig, исп. San Vicente Ferrer del Raspeig/San Vicente del Raspeig).
С этого момента постепенно растет количество населения в Сан Висенте, прежде всего, благодаря кампании по освоению нетронутых земель на западе Аликанте и ускорению рыночного развития в этом районе (что было вызвано благоприятным географическим положением на пересечении древних путей).
Во второй половине XVIII века скит имени Сан Висенте Феррера, реконструированный в 1560 году Педро Мальтесом, заменяется новым храмом. В 1785 году это уже был самостоятельный приход. Вокруг этой церкви появляется несколько жилых домов, которые формируют новую улицу, относящуюся юрисдикции мэрии Аликанте. Позднее, количество домов растет, и из улицы вырастает поселок, хутор. С ростом количества населения возрастают и потребности: школы, магазины, водоснабжение и т. д., также становится необходимым расширение обрабатываемых земель.
В начале XIX века хутор и его окружности, расположенный в районе Эль Распеч, со своей собственной церковью и церковными праздниками имени Сан Висенте Феррера, становится местом развития важных исторических событий. Среди них — пребывание французских войск, осаждавших Аликанте в конце 1811 — начале 1812 гг., военное столкновение в 1823 году между либеральной армией Аликанте и французской армией, выступающей за установление абсолютной монархии Фернандо VII, и военное столкновение между либеральной партией Антонио Базана и сторонниками королевской власти в 1826 году.

### Отделение от Аликанте
Один из фактов, забытый хрониками города Аликанте, который, однако, имел большое значение в истории Сан Висенте, стал процесс его отделения от Аликанте. Первое обращение с просьбой об отделении, подписанное жителями Сан-Висенте, было подано в управление города Аликанте 9 июля 1806 года. В 1812 году произошел первый выход Сан Висенте из-под юрисдикции Аликанте, он стал самостоятельным городом с собственным главой — мэром, независимым от Аликанте. Это первое отделение не повлекло за собой выделение Сан Висенте в самостоятельный муниципалитет, и с возвращением Фердинанда VII Сан Висенте снова стал подчиняться юрисдикции Аликанте. В 1820—1823 город снова стал независимым, но с вторжением французских войск он опять подчинился юрисдикции Аликанте.
В 1835 группа жителей Сан Висенте во главе с Мариано Бевиа подали новое прошение об отделении. В 1837 году муниципалитет Сан Висенте, наконец, получает автономию.
Основной проблемой нового муниципалитета было муниципальное финансирование. Город стал независимым, но ещё не были точно определены границы муниципалитета. Демаркация границ была осуществлена лишь 16 июня 1848 года, когда администрации Сан Висенте и Аликанте пришли к соглашению о разделении сельских районов, относившихся к церковному приходу Сан Висенте Феррер.

### Индустриализация и XX век
Начиная с 1848 года, когда границы муниципалитета стали обозначены, можно говорить об истории города с собственной муниципальной документацией и четкой геополитической идентичностью.
Сан Висенте находился на пересечении дорог между столицей провинции Аликанте и другими комарками (районами), и этот фактор во многом способствовал развитию города, особенно с развитием дорожных коммуникаций. В 1858 году была открыта новая железнодорожная линия между Мадридом и Сарагосой и Аликанте, и эта линия проходила всего в километре от города, где была построена железнодорожная станция. Этот открыло новые возможности для торговли и экспорта, если принимать во внимание близость города к порту Аликанте. В 1873 — 78 годах были построены дороги между Аликанте и Агост и Иби. В 1905 году появилась трамвайная линия, вагоны которой приводились в движение тягловыми животными. В 1924 году они были заменены на электрические. Все это, вкупе с наличием достаточного количества сырья, способствовало формированию в городе фабрик по производству черепицы, цемента, штукатурки и, позднее, мебели.
В 1936, во времена Второй Испанской республики и Гражданской войны, город был переименован в Флореаль-дель-Распеч. Изменилось не только имя, но и герб города, на котором появилась башенная корона и с которого были убраны изображения двух подков, которые имели отношение к святому. После окончания Гражданской войны муниципалитет возвратил себе прежнее имя. В 1991 году город также возвратил себе, в качестве второго официального, название на языке валенсиано (Sant Vicent del Raspeig).
После Гражданской войны, и особенно начиная с 1960-х гг., Сан Висенте переживает городской и демографический рост, вызванный, прежде всего, миграционным потоком в город: от 8.951 жителя в 1960 году население растет до 23.569 жителей в 1981. Город постепенно включается в общую с Аликанте метропольную зону. В 60-е годы большая часть населения была занята в производстве цемента и мебельной промышленности. Основание Университета Аликанте в 1979 году на территории Сан Висенте стало одним из наиболее важных для города событий XX века, так как способствовало его росту, который продолжается и в начале XXI века.

## Население
| Год  | Численность | Численность   |
| ---- | ----------- | ------------- |
| 2001 | 39 053      | [ 8 ]         |
| 2002 | 40 599      | [ 9 ]         |
| 2003 | 42 647      | [ 10 ]        |
| 2004 | 44 226      | [ 11 ]        |
| 2005 | 46 034      | [ 12 ]        |
| 2006 | 47 706      | [ 13 ]        |
| 2007 | 49 341      | [ 14 ]        |
| 2008 | 51 507      | [ 15 ]        |
| 2009 | 53 126      | [ 16 ]        |
| 2010 | 54 088      | [ 17 ]        |
| 2011 | 54 531      | [ 18 ]        |
| 2012 | 55 100      | [ 19 ]        |
| 2013 | 55 781      | [ 20 ]        |
| 2014 | 55 946      | [ 21 ]        |
| 2015 | 56 302      | [ 22 ]        |
| 2016 | 56 715      | [ 23 ]        |
| 2017 | 57 175      | [ 24 ]        |
| 2018 | 57 785      | [ 25 ] [ 26 ] |
| 2019 | 58 385      | [ 27 ]        |
| 2020 | 58 978      | [ 28 ]        |
| 2021 | 58 912      | [ 29 ]        |
| 2022 | 59 138      | [ 30 ]        |
| 2023 | 59 928      | [ 31 ]        |
| 2024 | 60 269      | [ 1 ]         |

По данным переписи населения 1 января 2008 года численность населения Сан-Висенте-дель-Распеч составила 51.507 жителей. По численности населения город занимает второе место в комарке (районе) (после Аликанте), третье место среди городов метропольной зоны Аликанте-Эльче (после Аликанте и Эльче), восьмое место в провинции Аликанте, 14-е место в Автономном сообществе Валенсия и 137-е место в целом по Испании (даже опережая некоторые столицы провинций, такие как Сория и Уэска). Принимая во внимание студентов, обучающихся в университете и проживающих в городе только в течение учебного курса, а также мигрирующее население, работающее в городе (не проживающее там постоянно) и население, имеющее двойную регистрацию, в 2005 году была подсчитана цифра в 64.000 жителей реального населения.
Такой активный рост населения в городе был вызван расширением и развитием города в 70-е — 80-е годы, когда началась его интеграция в единую метропольную зону с городом Аликанте.
6,09 % населения Сан Висенте имеют иностранное гражданство — в основном, являясь гражданами Латинской Америки и других стран Европы.

## Транспорт
Что касается дорожного сообщения, то город находится на пересечении многих важных дорог провинции, кроме того, город имеет отличное сообщение с пляжами Аликанте и аэропортом Аликанте-Эльче.

### Велосипед
В 2007 году Администрация Сан Висенте запустила услугу по бесплатной аренде велосипедов «Bicisanvi». Любой горожанин, оформивший заранее электронную карточку доступа, может воспользоваться этой услугой и взять велосипед напрокат на время до трех часов. Общее число доступных велосипедов составляет около 100. Количество велосипедных станций, где можно взять/оставить велосипед — 8.

### Трамвай
Сан-Висенте-дель-Распеч соединен со столицей провинции Аликанте трамвайной линией (Линия 2 Легкорельсовой системы Аликанте — ТРАМ). За 12 минут можно добраться от Сан Висенте до Главного госпиталя Аликанте, а за 25 — до площади Лусерос (последняя остановка в центре Аликанте).

### Железная дорога
В городе расположена железнодорожная станция Сан Висенте Центр. Поезда Линии 3 связывают город с Аликанте, осуществляя остановку в университетском кампусе.

### Автобус
Муниципалитет располагает несколькими городскими и междугородними автобусными линиями. Городских линий три, а количество междугородних автобусов, осуществляющих остановку в Сан Висенте, составляет 13.
Автобус № 24, с маршрутом Сан Висенте — Аликанте, ходит с наибольшей частотой.

## Экономика
Экономика города опирается, с одной стороны, на различного вида производство (вокруг города расположено много производящих компаний и фабрик), и с другой стороны, на его имидж крупного города метропольной зоны Аликанте, который также включает в себя университетский кампус. Производство в городе весьма диверсифицировано, поэтому ему не угрожает опасность стать городом «одного предприятия».

### Сырьевой сектор
В прошлом, сельское хозяйство было опорой и основной деятельностью жителей Сан Висенте. Сегодня этот сектор отошел на второй план, и культивируемые земли постепенно заселяются или превращаются в индустриальные зоны. Только в районе Распеч частично сохранилась агрикультура как традиционная деятельность.
Также можно выделить сельскохозяйственную деятельность в средних и малых частных хозяйствах, в загородных домах с участками, в качестве дополнительной занятости. Основные выращиваемые жителями культуры — миндаль, фруктовые деревья, виноград, помидоры и цитрусовые.

### Производство
Географическое расположение вблизи от Аликанте, существование больших земельных участков, на которых были созданы промышленные зоны, и отличные транспортные коммуникации стали решающими факторами в процессе индустриального развития города.
В настоящий момент можно выделить четыре основные промышленные зоны в Сан Висенте:
- Пром.зона Канастель
- Пром.зона Торрегросес
- Пром.зона Инмедиасьонес
- Пром.зона Лас Техас

### Другие сектора
Торговля — один из секторов, который активно развивается в городе. В Сан Висенте есть Муниципальный Рынок Абастос, насчитывающий 27 торговых точек и имеющий трехэтажную городскую подземную парковку с 306 парковочными местами. По субботам открывается уличный рынок, на котором можно приобрести различные товары, прежде всего, одежду и обувь. Также существует большое количество супермаркетов, таких как Меркадона, Лидл, Консум, Спар.
Также существует крупный торговый центр Аутлет, открытый в 2004 году, с магазинами одежды, спортивных товаров, электроники, игрушек, с тренажерным залом и кинотеатром. «Cines Ábaco» был первым кинокомплексом с залом 3D.
Площадь торгового центра насчитывает 40 000 м².
Последнее время открывается большое количество банков. В 2013 году было присвоено 309 лицензий на деятельность, в 2012—303 лицензий, в связи с чем можно наблюдать позитивную тенденцию роста в 30 % количества присвоенных лицензий по сравнению с 2011 годом.

## Социальное обеспечение

### Безопасность

#### Местная полиция
В 2007 году открыло свои двери новое здание местной полиции Сан Висенте, расположенное на улице Ла Уэрта, которое насчитывает четыре этажа, и представляет собой просторное помещение для приема населения. В здании имеются кабинеты для занятий, помещение для хранения оружия, тренажёрный зал с душевыми и раздевалками и, кроме этого, специальные залы для приема жертв гендерного насилия.

#### Гражданская гвардия
Главный пункт гражданской гвардии располагается на улице Поэта Мигель Эрнандес.
Также существуют службы гражданской обороны, в расположении которых имеется значительное число волонтеров.

#### Пожарная служба
На территории муниципалитета Сан Висенте расположен Парк пожарной службы, который обслуживает несколько муниципалитетов Аликанте.

### Здравоохранение
В Сан Висенте имеется 4 городских центра здравоохранения.
- Госпиталь Сан Висенте. Насчитывает 149 больничных мест и находится под управлением Агентства Валенсии по здравоохранению.[37]
- Центр здравоохранения 1
- Центр здравоохранения 2
- Поликлиника района Санта Исабель

### Образование

#### Университетский городок
После открытия Университета Аликанте Сан Висенте превратился в «студенческий город», на настоящий момент являясь четвёртым городом с наибольшей долей студенческого населения (11.138 человек), после Бильбао, Мадрида и Ла-Коруньи.
Арендный бизнес в городе развивается очень активно благодаря высокому числу мигрирующего населения, которое проживает в городе только в течение периода учёбы. Также существуют студенческие жилищные комплексы и общежития, расположенные на улице Коттоленго.
- Вилья Университария: студенческий университетский комплекс, расположенный рядом с университетом, был открыт в начале учебного курса 2006—2007. Включает в себя съемные помещения для преподавателей, студентов и членов их семей (насчитывает в общем 435 мест) и помещения для занятий спортом и учёбы[39].

## Культура

### Культурные мероприятия
- Неделя музыки в честь Святой Сесилии, организованная Музыкальным обществом «La Esperanza» («Надежда»). В ноябре-декабре
- Неделя театра в Сан-Висенте-дель-Распеч
- Музыкальная неделя имени Висенте Лильо Кановас. Январь-февраль
- Выставка Сан Висенте. Ноябрь

### Праздники

#### Городские праздники в честь Сан Висенте Феррера
Праздники в честь святого города, самые первые из которых относятся к началу XIX века, содержат в себе две составляющих: с одной стороны, именно религиозный характер праздника (поклонение святому), и с другой стороны, развлекательный характер праздника, имеющий отношение к валенсийскому традиционному празднику «Мавров и христиан». Праздники длятся десять дней, хотя основными днями являются суббота, воскресенье и понедельник после Пасхи. Последние несколько дней праздников, когда происходит главная религиозная процессия в честь святого Феррера, устраиваются шествия «мавров» и «христиан» — ряды наряженных горожан проходят по главной улице города с оркестром, телегами, лошадьми и даже верблюдом.

#### Костры
Костры, похожие на Валенсийские файяс и Костры Святого Иоанна Крестителя в Аликанте, проходят в Сан Висенте течение четырёх дней, из которых выделяется последний день праздника, соответствующий третьему воскресенью июля. Официально были учреждены в 1947 году, хотя праздновались населением и ранее.
Во время праздников на улицах устанавливаются торговые точки и палатки для празднования («кабилы» — во время праздника «мавров» и «христиан» и «барраки» — во время Костров).

## Города-побратимы
- Л’Иль-д’Або, Франция

## Фотографии
- Башня
- Башня
- Hoguera